# Vallemaggia (huyện)
Huyện Vallemaggia (tiếng Pháp: District du Vallemaggia, tiếng Đức: Bezirk Vallemaggia) là một huyện hành chính của Thụy Sĩ. Huyện này thuộc bang Ticino. Huyện Vallemaggia có diện tích 569 km², dân số theo thống kê của cục thống kê Thụy Sĩ năm 1999 là 5709 người. Trung tâm của huyện đóng ở Maggia. Mã của huyện là 2108.